# Droit de la propriété industrielle
 (octobre 2015).
Si vous disposez d'ouvrages ou d'articles de référence ou si vous connaissez des sites web de qualité traitant du thème abordé ici, merci de compléter l'article en donnant les références utiles à sa vérifiabilité et en les liant à la section « Notes et références ».
Les droits de la propriété industrielle concernent les brevets d'invention, les marques, les dessins et modèles. Ces 3 droits confèrent un monopole d'exploitation. Celui-ci est limité dans le temps - mais indéfiniment renouvelable pour les marques - et nécessite un dépôt et un enregistrement auprès d'une administration ad hoc chargée de la propriété industrielle - par exemple l'INPI (Institut national de la propriété industrielle) ou l'OEB (Office européen des brevets).

## Le brevet d'invention
Le brevet donne droit au monopole d'exploitation sur une invention.
Cette invention doit être brevetable par nature, nouvelle, impliquer une activité inventive, et être susceptible d'application industrielle.
L'invention doit faire l'objet d'un dépôt à l'INPI ou à l'Office européen des brevets comprenant une description détaillée de l'invention et des revendications définissant ce que le breveté entend protéger par son brevet.
Après délivrance du brevet le monopole d'exploitation est valable pour 20 ans avant de tomber dans le domaine public.
Pour une invention créée dans le cadre de son travail par un salarié, si l'invention a été créée dans le cadre de travaux de recherche, le brevet appartient à l'employeur. L'employeur peut demander à se faire attribuer le brevet contre rémunération si le brevet a été inventé avec les moyens de l'entreprise ou dans le domaine d'activité de l'entreprise.
Toute autre invention appartient au salarié.

## Les marques
La marque est un signe distinctif permettant d'identifier le produit ou le service rendu.  Elle est protégée par son dépôt.

La marque n'offre aucune garantie juridique de qualité. La marque est à différencier de l'AOC (appellation d'origine contrôlée).
Pour pouvoir déposer une marque, il faut que la marque soit un signe distinctif, disponible (ne pas violer un droit de propriété antérieur, tel une autre marque, un droit d'auteur...), licite et qu'il ne trompe pas sur la nature du produit). La marque peut être nominale, figurative, semi-figurative, complexe et même sonore. Le point de savoir si une marque peut être olfactive ou tactile est controversé. De telles marques ne sont pas admises au niveau communautaire.
Le choix de la marque ne doit pas porter atteinte aux droits de la propriété intellectuelle et littéraire, ni à un nom patronymique (seulement pour les noms célèbres et si risque de confusion). 
Lors d'un conflit entre une marque et un nom commercial la marque bénéficie davantage de protection et à peu près autant qu'une AOC.
Une marque est protégée pendant 10 ans et est indéfiniment renouvelable. La marque peut toutefois tomber dans le domaine public pour défaut d'exploitation ou perte de son caractère distinctif.
Elle est protégée contre la contrefaçon, avec des sanctions civiles et pénales (jusqu'à 2 ans de prison + amende).
Le propriétaire d'une marque peut s'opposer à la commercialisation de ses produits sous une forme différente, même s'il n'est plus propriétaire de ces produits, s'il juge d'un risque pour l'image de sa marque.
Il existe un Office européen des marques (EUIPO) dont le siège est à Alicante.

## Les dessins et modèles
Les dessins et modèles sont des créations à la fois esthétiques et industrielles. Les dessins sont en deux dimensions, les modèles sont en trois dimensions. Leur régime en France a été profondément modifié pour harmoniser le droit interne à la législation communautaire.
Ils sont protégés par dépôt à l'INPI pour une durée de 5 ans, renouvelable jusqu'à 25 ans. Pendant la vie de l'auteur, et jusqu'à 70 ans après sa mort, les dessins et modèles sont également protégés par le droit d'auteur.